# Eva Perón
María Eva Duarte de Perón (numită și Evita) (n. 7 mai 1919, Los Toldos, Argentina – d. 26 iulie 1952, Buenos Aires) a fost soția președintelui Argentinei, Juan Perón. În anii '40 și '50 ai secolului XX, datorită ei, privirile întregii lumi s-au întors asupra orașului Buenos Aires și asupra Argentinei.

## Date biografice

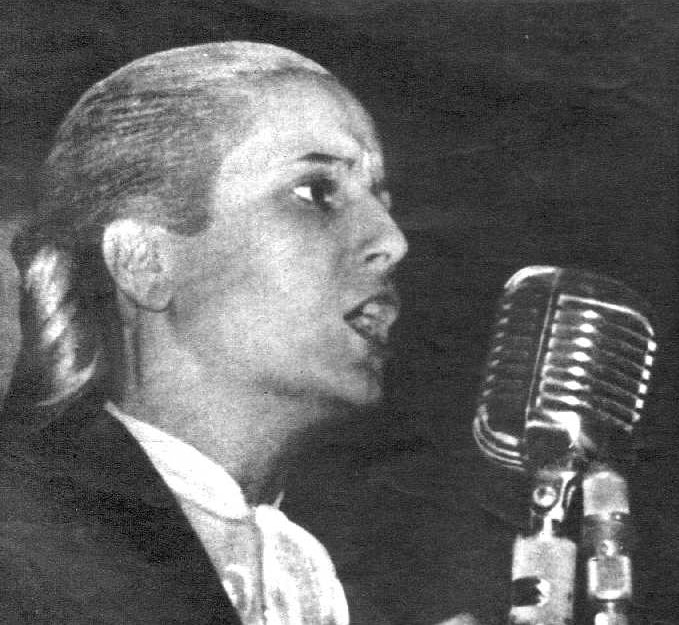
Eva Perón ținând un discurs, 1950

Eva Duarte se trăgea dintr-o familie săracă. La o vârstă încă fragedă, ea a devenit stea de cabaret. Viața sa s-a schimbat când soarta i l-a scos în cale pe Juan Perón. Din 1943, când îndeplinea funcția de ministru al muncii în guvernul juntei militare, Perón intenționa să introducă o revoluție "de sus în jos" a sistemului, pentru a îmbunătăți soarta țăranilor și a muncitorilor. Elita aflată la putere a încercat să împiedice acest lucru, iar în anul 1945 Juan Perón a fost arestat. Atunci, Eva Duarte a mobilizat grupurile de muncitori și de soldați loiali lui Perón. Prin urmare, acesta a fost pus în libertate numai după 14 zile. Suporterilor săi, adunați în Plaza de Mayo, le-a promis să devină președinte al Argentinei. În 1946, a câștigat alegerile prezidențiale. Dar înainte de aceasta s-a căsătorit cu Eva Duarte, numită Evita, în aplauzele mulțimii. În anii care au urmat, Evita a fost foarte activă politic: în sala sa de audiențe primea cetățenii și se ocupa de problemele lor mici și mari. Deși fusese ales în mod democratic, Juan Perón a condus ca un dictator. Datorită sprijinului soției, el a câștigat și alegerile din 1951.
La 21 septembrie 1951, după multe analize medicale, medicii confirmă că Eva Peron suferă de cancer uterin. Avea 32 de ani. Doi doctori renumiți, americanul George Peck și argentinianul Ricardo Finocheto efectuează operația. Cu toate acestea boala și-a continuat evoluția. Apare în public pentru ultima oară la 4 iunie 1952, când soțul ei, Juan Perón, depune jurământul pentru al doilea mandat. Moare la 26 iulie 1952. Trupul ei este îmbălsămat de către doctorul Pedro Ara. Din motive politice trupul Evei Peron este transportat sub nume fals, Maria Maggi de Magistris, și depus într-un cimitir din Milano, unde va sta timp de 15 ani. Este deshumată în 1973 și readusă în țară. Va fi îngropată în cimitirul Recoleta.